# U-Bootkriegsabzeichen

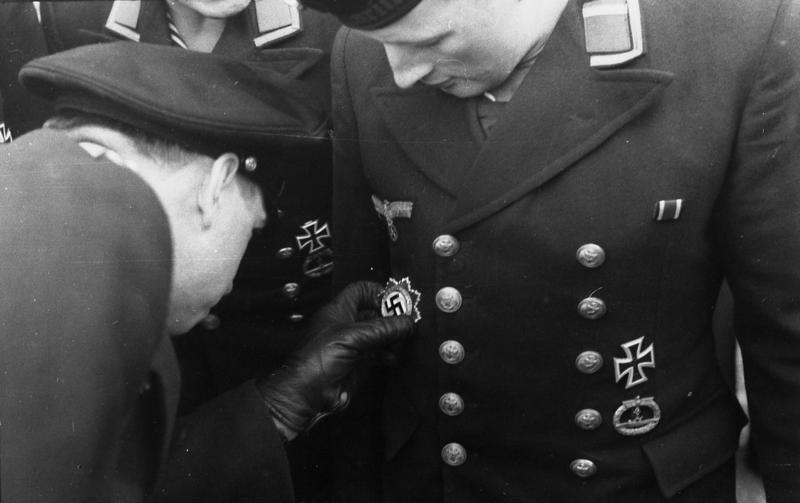
Un soldado alemán admirando la insignia de otro.

La U-Bootkriegsabzeichen (distintivo o insignia al combate submarino) fue una condecoración alemana que se concedía usualmente después de haber efectuado dos misiones de guerra, aunque también se otorgó a los comandantes de la U-bootwaffe que realizaban una única misión relevante (p.ej. al Capitán de navío Thomsen del U-1202). Fue creada el 13 de octubre de 1939.
Existió asimismo la U-Boot-Kriegsabzeichen mit Brillanten (con brillantes) realizada en plata dorada y rodeada con 9 pequeños diamantes, que se concedió a partir del año 1941, preferentemente a los comandantes que ya eran poseedores de la Cruz de Hierro con Hojas de Roble (Eichenlaub zum Ritterkreuz des Eisernen Kreuzes).